# Бонтемпу, Жуан Домингуш
Жуа́н Доми́нгуш Бонте́мпу (Хуан Домингос Бомтемпо; порт. João Domingos Bomtempo; 28 декабря 1775, Лиссабон — 18 августа 1842, там же) — португальский классический композитор, пианист и педагог. Представитель эпохи романтизма.

## Биография
Жуан Домингуш Бонтемпу родился в семье Франческо Саверио Бонтемпо, гобоиста португальского придворного оркестра, по происхождению итальянца. Образование будущий композитор получил в музыкальной семинарии патриаршего престола в Лиссабоне. В 1795 году, после смерти отца, Бонтемпу занял его место гобоиста придворной капеллы и играл там вплоть до отъезда в Париж в 1801 году. Во Франции он начал карьеру как пианист-виртуоз, затем в 1810 году обосновался в Лондоне, где познакомился с либеральными взглядами и сдружился с итальянским композитором Муцио Клементи, издавшим некоторые его сочинения.
В 1822 году Бонтемпу вернулся в Лиссабон и основал Королевское филармоническое общество. После Мигелистских войн в Португалии он стал учителем музыки при королеве Марии II и первым директором Португальской национальной консерватории, основанной в 1835 году вместо закрытой новым режимом старой семинарии, в которой обучался сам Бонтемпу.

## Творчество
В отличие от большинства своих современников, Бонтемпу не интересовался оперой. Авторству Бонтемпу принадлежит широкий фортепианный репертуар — концерты, сонаты, вариации и фантазии. Две его симфонии являются первыми произведениями в этом жанре среди португальских композиторов. Главным шедевром Бонтемпу является реквием, посвящённый памяти португальского поэта Луиса де Камоэнса.